# تورو تاکاگیوا
تورو تاکاگیوا (انگلیسی: Toru Takagiwa؛ زادهٔ ۱۵ آوریل ۱۹۹۵) بازیکن فوتبال اهل ژاپن است.
از باشگاه‌هایی که در آن بازی کرده‌است می‌توان به باشگاه فوتبال شیمیزو اس-پالس اشاره کرد.